# Нотопечатание

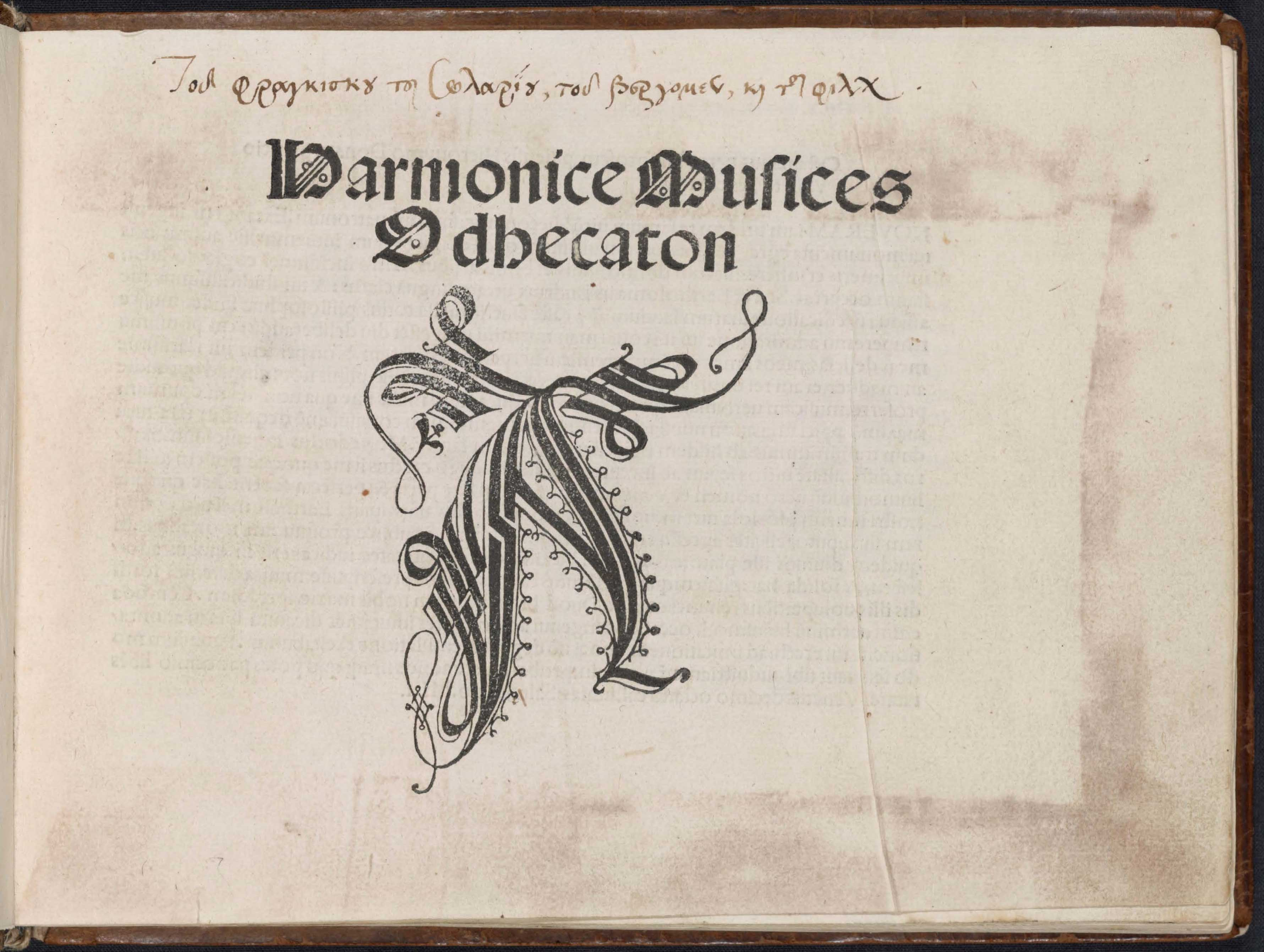
Титульная страница первого нотопечатного сборника Оттавиано Петруччи (Венеция, 1501)

Нотопечатание — изготовление нотированной музыки промышленным типографским способом; с появлением персональных компьютеров термин распространился также на любую (в том числе в домашних условиях) компьютерную подготовку нотного текста.

## История
Нотопечатание появилось вскоре после книгопечатания, в середине XV века. Первые печатные книги с нотами были церковными, в них текст церковных напевов набирался, а ноты вписывались от руки в специально оставленные для этого места. Позднее для нот стали печатать нотоносец, который от руки заполнялся нотами. Предполагается, что также ноты могли штамповаться. По мнению некоторых исследователей, нотоносец мог быть оставлен пустым специально, чтобы общины, певшие псалмы на разные мотивы, могли вписать свой вариант мелодии.
Через короткий промежуток времени появились полностью печатные издания, в которые нотный текст переносился с досок, подготавливаемых при помощи резьбы по дереву. Первыми опытами стали издания обиходных книг (нотированных миссалов) католиков, выполненные в 1481 году итальянцем Оттавиано Скотто (Ottaviano Scotto, ум. 1498) (григорианский хорал в римской квадратной нотации) и немцем Георгом Рейзером (Georg Reyser, ок. 1468—1504) (хорал в готической нотации). Использование литых нотных литер зафиксировано в «Краткой грамматике» Фомы Нигера (хорв. Toma Niger) (Венеция, 1480).
Ноты, полностью напечатанные с помощью наборного шрифта, впервые появились в изданиях Оттавиано Петруччи. Первым нотопечатным сборником музыки традиционно считается его «Harmonice Musices Odhecaton», буквально «Стопеснец гармонической музыки» (Венеция, 1501). Издания Петруччи оставались непревзойдёнными по качеству длительное время, в том числе благодаря монополии на изобретённую технологию. Петруччи, как и его предшественники, печатал ноты в два приёма: сначала нотоносец, а затем поверх него — нотные знаки.
В 1525 году Пьер Отен (фр. Pierre Haultin) усовершенствовал набор нот, введя литеры, выполненные вместе с прилегающей частью нотоносца и позволявшие печатать ноты за один приём. Шрифт также позволял воспроизводить многоголосие, проставляя до трёх нот друг над другом, но из-за сложности процесса издатели вернулись к одноголосной записи.
В 1754 году Иммануил Брейткопф из Лейпцига изобрёл новый шрифт, разрешивший задачу набора аккордов в тесном расположении. Его нотные литеры состояли из мельчайших частиц, например, восьмая собиралась из трёх частей: головки, штриха и хвостика (или кусочка вязки). Как и в случае со шрифтом Отена, широкому распространению новой технологии опять воспрепятствовала сложность набора.
Параллельно набору развивалась гравировка. Первые экземпляры печатных изданий, выполненных подобным образом, относятся к 1488 году (для гравировки по дереву) и 1515 году (гравировка по металлу). Эта технология сочеталась с принципом высокой печати. Принцип глубокой печати в сочетании с гравировкой по меди начинают использоваться в 1586 году. Гравировка позволяла передавать нотный текст любой сложности, что обусловило широкое распространение данной технологии нотопечатания.
Около 1730 года способ гравировки был усовершенствован: англичане Джон Клюэр (англ. John Cluer), Джон Уолш (англ. John Walsh) и Джон Эйр (англ. John Hare) использовали для гравировки доски из мягкого сплава олова со свинцом, на которые часто повторяющиеся знаки (головки, ключи, знаки альтерации, цифры и пр.) наносили с помощью пунсонов из закалённой стали. В России, в Москве, в условия отсутствия гравёров этот метод был доведён до логического завершения: ноты набивались только с использованием пунсонов, но несмотря на большое разнообразие, сложившееся за многие годы, их не хватило для записи всех нотных текстов и гравировка вновь была введена в оборот.
С изобретением в конце XVIII века литографии нотопечатание перешло от прямой печати с досок к изготовлению оттисков для переноса на литографский камень или на металлические формы для плоской печати.
В начале XX века нотопечатание стало вестись фотомеханическим способом. Оригиналом для него служат как доски, выполненные гравировкой, так и рукописные нотные страницы. Предпринимались попытки создать нотную пишущую машинку. В настоящее время изготовление оригиналов производится с помощью компьютерных программ и специальных нотных шрифтов.

## Нотоводство
В печатной литературе известно применение производного от «нотоводство» термина «нотовод» и два его определения, стилизованные под Боэция и Даля:
«„Нотоводом“ же называется тот, кто с помощью тщательного размышления постигает нотное письмо не рабским трудом, но властью созерцания» (Боэций, VI в. Основы музыки. Адаптированный перевод С. Лебедева).
НОТОВОД м. кто разводит ноты, любит и знает нотоводство, лично им занимается как ремеслом; специалист по улучшению культуры нотопечатания. Ноты водить — не строем ходить (Даль В. И. Толковый словарь живого великорусского языка. — Из архивных разысканий П. Трубинова).